# Anna Margraf
Anna Margraf (nacida el 7 de mayo de 2001) es una futbolista germano-australiana que juega en el Carl Zeiss Jena de la Bundesliga Femenina.Nacida en Alemania, emigró con tres años  a Australia. Ha disputado dos partidos con la Selección femenina de fútbol sub-23 de Australia.

## Trayectoria
Actualizado a 8 de marzo de 2025
| Club               | País      | Año       | Partidos | Goles |
| ------------------ | --------- | --------- | -------- | ----- |
| Brisbane Roar      | Australia | 2018-2021 | 29       | 3     |
| SV Meppen          | Alemania  | 2022-23   | 23       | 2     |
| Sporting de Huelva | España    | 2023-24   | 12       | 0     |
| FC Carl Zeiss Jena | Alemania  | 2024-25   | 11       | 0     |